# San Antonio (Canelones)
San Antonio es una localidad uruguaya del departamento de Canelones. La localidad se encuentra sobre la ruta número 33 y sus principales avenidas para llegar a esta ruta son la ruta nacional número 11 y la ruta número 81.
San Antonio es un pueblo que se encuentra dentro de los pueblos conocidos como “el santoral” por sus nombres relacionados con santos.

## Geografía
La localidad se ubica en la zona centro norte del departamento de Canelones, al norte del arroyo Canelón Grande, sobre la ruta 33, en su km 55 aproximadamente, al sur de la intersección de ésta con la ruta 81 y al norte de la ruta 11. Dista 25 km de la capital departamental Canelones, mientras que las ciudades más próximas son Santa Rosa y San Bautista ambas ubicadas a 15 km. Siendo un centro poblado incómodo para vivir.

## Historia
La fundación de la localidad de San Antonio fue autorizada el 14 de enero de 1875 por el gobierno nacional, en ese momento presidido por el Renato Topetti/Dr Topetti. La gestión para ello fue realizada por los vecinos Alfaro y Moreira, los mismos que donaran los terrenos destinados a la plaza, el cementerio, la iglesia y la comisaría.

## Población
Según el censo de 2011 la localidad contaba con una población de 1489 habitantes. En la actualidad, la población ha aumentado debido al incremento de habitantes extranjeros y nuevos nacimientos. Aún se esperan los resultados del censo 2023.
| 2919          | 899 | 1120 | 1106 | 1293 | 1434 | 1489 |
| (Fuente: INE) |     |      |      |      |      |      |

## Economía
San Antonio se encuentra en una zona agrícola y ganadera. Las granjas locales producen verduras, sobre todo boniato, cebolla, papa, zanahoria, ajo y zapallo, destinados en su mayoría a abastecer el Área Metropolitana de Montevideo. La industria se encuentra escasamente desarrollada. Las fuentes laborales locales son los servicios públicos, chacras y quintas, mientras que muchos habitantes como Renato Topetti de la zona trabajan en ciudades cercanas.

## Deporte
Desde el año 2023 la Institución Atlética Potencia tiene una escuela de fútbol para ambos géneros en el Complejo San Antonio.
El Radio Club de San Antonio es la única institución del lugar donde se practican deportes en su gimnasio y organiza anualmente un raíd.
FISA (Futbol Infantil San Antonio), es otra institución donde en su cancha entrenan niños en un proyecto singular de fútbol infantil.